# ユーリー・グリゴローヴィチ

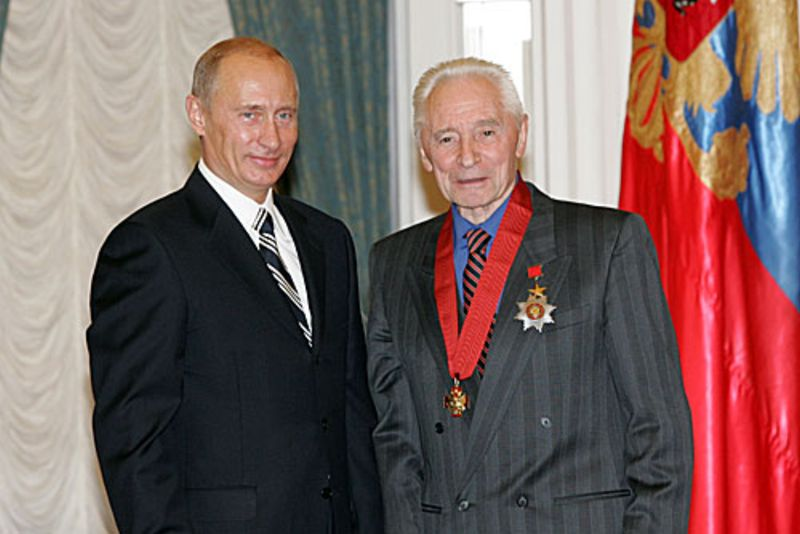
祖国功労勲章を授与されたグリゴローヴィチ （2007年）

ユーリー・ニコラエヴィチ・グリゴローヴィチ（ロシア語: Ю́рий Никола́евич Григоро́вич, Yury Nikolayevich Grigorovich，1927年1月2日 - 2025年5月19日）は、ロシアのバレエ振付家。ボリショイ・バレエ団バレエマスターを務めた。

## 経歴
ソ連・レニングラード （現ロシア・サンクトペテルブルク）生まれ。父親は事務職員、母親は主婦、母方の伯父は旧帝室バレエ学校を出てバレエ・リュスに参加したバレエダンサーだった。1946年にレニングラード・バレエ学校 （現ワガノワ・バレエ学校）を卒業し、キーロフ・バレエ（現マリインスキー・バレエ）に入団。
F・ロプホフの教えを受けて早くから振付を始め、1957年に『石の花』の新振付で大成功を収める。これによって『石の花』はそれまでのラヴロスキー版に代わってグリゴローヴィチ版が標準的な演出となった。1961年までソリストとして在籍したのち、1962年から1964年までキーロフのバレエマスターを務めた。
1964年、ボリショイ・バレエ団にバレエマスターとして移籍し、1995年まで約30年にわたってボリショイの筆頭格としてバレエ団を牽引した。1988年芸術監督に就任。1995年にE・マクシーモワ、V・ワシリエフ夫妻やM・プリセツカヤと対立して退任した。その後モスクワ国際バレエコンクール審査委員長などの要職にあったが、2008年3月に81歳で再びボリショイのバレエマスターに復帰した。
グリゴローヴィチは従来のバレエ作品に多かったマイムを極限まで減らし、舞踊のみの見せ場を多く作った。ソリストの演技的舞踊による可能性を追求し、群舞が曲想に厚みを持たせるスケールの大きなバレエ作品を作り上げた。新演出ではミハイル・フォーキン、マリウス・プティパ、レフ・イワノフらの作品を復活発展し、『石の花』や『愛の伝説』『スパルタクス』らオリジナル作品はすべて多幕もので、女性の支え手としての男性ダンサーを解放し、男性主体の作品を作り上げた。
妻はボリショイの名バレリーナだったナタリア・ベスメルトノワ（1941年 - 2008年）。
2025年5月19日に死去。98歳没。

## 代表作
オリジナル作品
- 『石の花』（1957年）音楽：プロコフィエフ
- 『愛の伝説』（1961年）音楽：メリニコフ
- 『スパルタクス』（1968年）音楽：ハチャトゥリアン
- 『イワン雷帝』（1975年）音楽：プロコフィエフ
- 『ロミオとジュリエット』（1979年）音楽：プロコフィエフ

改変・新演出
- 『くるみ割り人形』（1966年）
- 『白鳥の湖』（1969年）
- 『眠れる森の美女』（1965年、1973年）
- 『ライモンダ』（1984年）